# 隆昌镇 (巴林左旗)
隆昌镇，是中华人民共和国内蒙古自治区赤峰市巴林左旗下辖的一个乡镇级行政单位。
2006年，白音敖包乡和毛宝力格乡撤销，并入隆昌镇。

## 行政区划
隆昌镇下辖以下地区：
隆昌村、隆兴村、隆发村、大庙村、南湾子村、双胜村、南福山村、隆胜村、乌兰哈达村、乌兰套海村、大二八地村、双井村、三段村、毛宝力格村、半拉石槽村、东沟村、姜家湾村、老房身村、古北口村、友好村、联合村、老烧锅村、敖包山村、进步村、常胜村和八段村。